# Biserica „Schimbarea la față” din Pereni
Biserica „Schimbarea la față” este o biserică amplasată în Pereni, raionul Hîncești, Republica Moldova. Este un monument arhitectural de importanță națională inclus în Registrul monumentelor Republicii Moldova ocrotite de stat cu nr. 640 (raionul Hîncești). Datează din 1854.